# Однажды ночью (фильм, 1959)
«Однажды ночью» — советский фильм 1959 года режиссёров Александра Гинцбурга и Эмира Файка.

## Сюжет
Колонна с зерном попадает в пургу в казахской степи. В колонне среди грузовиков следует легковушка с художником Шалтаем, его женой Таной и ребёнком. Тана — бывшая жена одного из шоферов колонны Кемела, который с другими смельчаками отправляется пешком в райцентр за помощью. С ними идёт и Шалтай, которого заставила идти Тана, но он притворяется больным из-за чего шофера вынуждены вернуться обратно. Люди в застрявшей колонне ведут борьбу со снежной стихией, но только под утро их с помощью жителей соседних аулов находят поисковики. Тана, видевшая как в эту ночь, полную борьбы с природой и со своими слабостями смелых и мужественных шоферов, Шалтай оказался лишь их случайным попутчиком, понимает кто он, и возвращается к Кемелу, которого только теперь узнала и по-настоящему полюбила.

## В ролях
- Кененбай Кожабеков — Кемел Керимбаев
- Мухтар Бахтыгереев — Кайрат
- Нурмухан Жантурин — Шалтай Демесинов
- Иван Жеваго — Савельев
- Анатолий Игнатьев — Иван Афонин
- Идрис Ногайбаев — шофер
- Гульфайрус Исмаилова — Тана
- Алексей Добронравов — Сергей Иванович
- Капан Бадыров — Абиль Жаканов
- Калыбек Куанышбаев — дед Жарас
- Александр Хвыля — Гуляенко
- Шахан Мусин — Баукенов
- Валентин Брылеев — Коптев
- Всеволод Тягушев — Андреев
- Валентина Харламова — Ольга

## Критика
Критикой попытка авторов фильма представить характеры героев, героическое содержание которых реализуется в повседневном труде была признана не успешной.

Сюжет, казалось бы, динамичен: каждое действующее лицо живет «в движении». Есть и героическая линия и любовная. Но тем не менее фильм скучен. Секрет этой неудачи прост: автор сценария А. Гинцбург совершил подтасовку — подлинная динамика сюжета, индивидуальные характеристики героев заменены штампованными ходами и приемами, испытанными схемами. Это, естественно, сделало рассказ примитивным, решение темы поверхностным.— Искусство кино, 1960